# Fraissinet-de-Lozère
Fraissinet-de-Lozère – miejscowość i dawna gmina we Francji, w regionie Oksytania, w departamencie Lozère. W 2013 roku jej populacja wynosiła 233 mieszkańców. Przez miejscowość przepływa rzeka Tarn (rzeka). 
W dniu 1 stycznia 2016 roku z połączenia trzech ówczesnych gmin – Fraissinet-de-Lozère, Le Pont-de-Montvert oraz Saint-Maurice-de-Ventalon – utworzono nową gminę Pont de Montvert-Sud Mont Lozère. Siedzibą gminy została miejscowość Le Pont-de-Montvert. 